# A Flora of North America
A Flora of North America (abreviado Fl. N. Amer.) es un libro con ilustraciones y descripciones botánicas que fue escrito conjuntamente por Asa Gray y John Torrey. Fue publicado en dos volúmenes en los años 1838-1843.